# Alfredo Iglesias
Alfredo Iglesias (Avellaneda, 25 de marzo de 1927 - Buenos Aires, 16 de octubre de 2001) fue un actor de cine, teatro y televisión argentino.

## Biografía
Desde joven mostró inquietudes por la escena teatral. Eran tiempos difíciles donde vivir de la profesión de actor para muchos era un lujo. Por eso no renegó de su actividad bancaria, la que alternaba con su vocación teatral. Pero, después de años de perseverancia, en 1960 se profesionalizó.
A pesar de trabajar simultáneamente en teatro, cine y televisión, hubo otras responsabilidades que Iglesias no quiso rechazar. A la pasión teatral sumó la política: fue dirigente gremial en la Asociación Bancaria, un antecedente que sin lugar a dudas iba a prenunciar su permanente actividad en la Asociación Argentina de Actores.
Una de las mayores satisfacciones que alcanzó en su carrera fue ser nombrado director del teatro Regio, cargo que después fue confirmado cuando el Gobierno de la Ciudad de Buenos Aires incorporó esa sala al Complejo Teatral de Buenos Aires.

## Trayectoria

### Teatro
- 1999: Las alegres mujeres de Shakespeare
- 1993: Comedia negra
- 1992: El diluvio que viene
- 1991: Cándida
- 1989: El fangote
- 1982: Elvira
- 1982: La casita de los viejos
- 1981: Pigmalión
- 1980: Al fin y al cabo es mi vida
- 1979: Los tres etcéteras de Don Simón
- 1979: El Conde Drácula
- 1976: Sin salida
- 1974: La Biunda
- 1973: Macbeth
- 1972: El balcón
- 1971: El discípulo del Diablo (Comandante Swindon)
- 1969: Show Brecht
- 1968: Ceremonia por un negro asesinado
- 1968: Las ascensión de Arturo Ui
- 1966: Israfel
- 1965: La profesión de la señora Warren
- 1963: Fuego en el rastrojo
- 1962: El caballero de Olmedo
- 1962: La escuela del escándalo
- 1962: La novia de los forasteros (Don Nemesio)
- 1962: Las tres hermanas (Prozorov)
- 1962: Safón y los pájaros (Isiris)
- 1961: La doncella prodigiosa (Sacerdote)
- 1961: El burlador de Sevilla
- 1960: Lucy Crown
- 1959: María Estuardo
- 1959: Hamlet

- 1958: Montserrat

### Cine
Intérprete
- 2001: Animalada (Director del Psiquiátrico)
- 1996: Juego limpio
- 1989: Los espíritus patrióticos
- 1985: Las barras bravas (Marcelo Rossi)
- 1985: Mingo y Aníbal contra los fantasmas (Tío)
- 1981: Visión de un asesino
- 1979: Juventud sin barreras
- 1975: Difunta Correa
- 1974: La Mary (Sacerdote)
- 1974: La Patagonia rebelde (Ministro Gómez)
- 1972: Piloto de pruebas
- 1972: Vallejos -Cortometraje-
- 1971: Embrujo de amor
- 1971: Güemes, la tierra en armas
- 1971: Siempre te amaré
- 1971: The Slaghter
- 1970: El ángel de la muerte -Inédita-
- 1970: El santo de la espada (Manuel Belgrano)
- 1969: Kuma Ching (Ling)

Dirección artística
- 1999: Mar de amores

### Televisión
- 2000: Verano del 98 (Cardenal Dumond) *Telefe*
- 1997: R.R.D.T. (Tolosa) *Canal 13*
- 1994: Con alma de tango (Hilario) *Canal 9*
- 1994: Alta Comedia - Episodio: "Como rama seca" *Canal 9*
- 1994: Más allá del horizonte (Federico Lynch) *Canal 9*
- 1994: Tres minas fieles *Canal 9*
- 1993: Alta Comedia - Episodio: "Mamá empezó a trabajar" *Canal 9*
- 1992: El precio del poder *Canal 9*
- 1992: Fiesta y bronca de ser joven *Canal 9*
- 1992: Calabromas 92 *Canal 9*
- 1990: Una voz en el teléfono (Monseñor Arce) *Canal 9*
- 1989: La extraña dama (Estaban Linares) *Canal 9*
- 1988: Contracara (Alfonso Quintana) *ATC*
- 1986: Amor prohibido (Francisco) *Canal 11*
- 1985: El pulpo negro (Enrique Ferrantes) *Canal 9*
- 1985: Rompecabezas (Rector) *Canal 11*
- 1983: Señor amor (Obispo) *Canal 9*
- 1983: Amar al salvaje (Sebastián) *Canal 9*
- 1982: Teatro de humor -Ep: "Mi mujer tiene lo suyo (Alfieri)"- *Canal 9*
- 1982: Teatro de humor -Ep: "Soltero como un bebé (Don Enrique)"- *Canal 9*
- 1982: Los especiales de ATC -Ep: "Alfonsina" (Jefe)- *ATC*
- 1981/1982: Aprender a vivir (Ignacio) *Canal 9*
- 1981: Veladas de gala -Ep: "Las de Barranco" (Rocamora)-*Canal 9*
- 1981: Teatro de humor -Ep: "El premio de una mujer" (Matías)- *Canal 9*
- 1981: Teatro de humor -Ep: "El sobretodo de Céspedes" (Iria)- *Canal 9*
- 1981: Teatro de humor -Ep: "Están sobrando maridos" (Petronio)- *Canal 9*
- 1981: Teatro de humor -Ep: "El primo de mi mujer" (Enrique)- *Canal 9*
- 1981: El Patio *Canal 13*
- 1981: Los Exclusivos del Nueve -Ep: "La novia de los forasteros" (Nemesio) *Canal 9*
- 1981: Los miserables (Inspector Javert) *Canal 9*
- 1980: Rosa de lejos (Nicolás Caride) *ATC*
- 1980: Casa de muñecas (Padre Miguel) *Canal 13*
- 1979: Fortín Quieto *Canal 9*
- 1978: Renato (Ernesto) *Canal 11*
- 1977: El cuarteador (De la Peña) *Canal 9*
- 1976: El gato (Virrey Bastidas) *Canal 9*
- 1976: Alta Comedia -Ep: "Treinta dineros"- *Canal 9*
- 1976: Alta Comedia -Ep: "Marianela"- *Canal 9*
- 1976: Alta Comedia -Ep: "Treinta dineros"- *Canal 9*
- 1975/1976: Alguna vez, algún día *Canal 9*
- 1975: Una mujer en la multitud *Canal 9*
- 1975: Alta Comedia -Ep: "Nocturno" (Cosme)- *Canal 9*
- 1974: Humor a la italiana -Ep: "Por qué engañan los maridos"- *Canal 9*
- 1974: Alta Comedia -Ep: "El tío Vania"- *Canal 9*
- 1974: Alta Comedia -Ep: "Ninoshka"- *Canal 9*
- 1974: Alta Comedia -Ep: "Soledad de una caída"- *Canal 9*
- 1973: El bastardo *Canal 9*
- 1973: Alta Comedia -Ep: "La hija de Iorio"- *Canal 9*
- 1973: Alta Comedia -Ep: "La primavera del invierno"- *Canal 9*
- 1973: Alta Comedia -Ep: "Corrupción en el Palacio de Justicia"- *Canal 9*
- 1973: Alta Comedia -Ep: "El hombre que yo maté" (Federico Zeller) *Canal 9*
- 1973: Alta Comedia -Ep: "Memorias de una mala mujer" (Lord Lorton)- *Canal 9*
- 1973: Alta Comedia -Ep: "Corazones enemigos" (Humpfrey)- *Canal 9*
- 1973: Alta Comedia -Ep: "El amor de un mendigo" (Padre)- *Canal 9*
- 1973: Alta Comedia -Ep: "Mayerling"- *Canal 9*
- 1973: Alta Comedia -Ep: "Marianela" (Teodoro)- *Canal 9*
- 1973: La comedia del domingo -Ep: "Se necesita un amante"- *Canal 9*
- 1973: El mundo del espectáculo -Ep: "Trampa sin fin" (Miguel)- *Canal 13*
- 1973: El barón de Brankovan, "El exterminador" (Robertson) *Canal 9*
- 1972/1973: Mi dulce enamorada *Canal 9*
- 1972: Alta Comedia -Ep: "¿Quién mató a María Raquel?"- *Canal 9*
- 1972: Alta Comedia -Ep: "La dama del mar"- *Canal 9*
- 1972: Alta Comedia -Ep: "Papá Lebonard"- *Canal 9*
- 1972: Alta Comedia -Ep: "El Lobo" (José)- *Canal 9*
- 1972: Alta Comedia -Ep: "La sombra"- *Canal 9*
- 1972: No quiero tu compasión *Canal 9*
- 1972: La novela semanal -Ep: "El muchacho de la cornisa"- *Canal 9*
- 1971: Nosotros también nos reímos *Canal 13*
- 1971: Alta Comedia -Ep: "Rito de adviento"- *Canal 9*
- 1971: Alta Comedia -Ep: "Marius"- *Canal 9*
- 1971: Alta Comedia -Ep: "Rito de adviento"- *Canal 9*
- 1971: Alta Comedia -Ep: "La tercera palabra"- *Canal 9*
- 1971: Alta Comedia -Ep: "Un solo verano de amor"- *Canal 9*
- 1971: Teatro 13 -Ep: "El gran cuchillo"- *Canal 13*
- 1970: Esta noche... miedo -Ep: "Sórdida ambición" (Dr Agüero)- *Canal 11*
- 1970/1971: El principio y el fin *Canal 13*
- 1970: Gran teatro universal -Ep: "Un espejo para la santa"- *Canal 7*
- 1970: Gran Teatro Universal -El: "Primarosa"- *Canal 7*
- 1970: Gran Teatro Universal -El: "La loca de la casa"- *Canal 7*
- 1970: Gran Teatro Universal -El: "Las alegres comadres de Windsor"- *Canal 7*
- 1970: El monstruo no ha muerto (Doctor) *Canal 9*
- 1969: Nuestra galleguita (Gustavo) *Canal 9*
- 1969: Un pacto con los brujos (Profesor Ferri) *Canal 9*
- 1969: El hombre que volvió de la muerte (Doctor Karin)- *Canal 9*
- 1968: El teatro de Alfredo Alcón -Ep: "Israfel"- *Canal 11*
- 1967: El teatro de Alfredo Alcón -Ep: "El otro espejo"- *Canal 11*
- 1962: La hora Fate -Ep: "Romeo y Julieta- *Canal 9*

## Fallecimiento
A causa de una enfermedad terminal, falleció el 16 de octubre de 2001. Tenía 74 años. Sus restos fueron inhumados en el Panteón de Actores de la Chacarita.